# Базиліка Внебовзяття Пресвятої Діви Марії і монастир францисканців
52°06′46″ пн. ш. 26°06′30″ сх. д. / 52.11291° пн. ш. 26.10825° сх. д.
Базиліка Внебовзяття Пресвятої Діви Марії і монастир францисканців, або Кафедральний собор  Внебовзяття Пресвятої Діви Марії і монастир францисканців — пам'ятка барокової архітектури XVIII ст. у м. Пінськ (Білорусь), розташований у центрі міста між річкою Піна і вул. Леніна. Костел є кафедральним собором Пінської дієцезії. Комплекс — пам'ятка республіканського значення.

## Історія
Дерев'яні костел і монастир були закладені князем пінським, туровським і стародубським Сигізмундом Кейстутовичем і його дружиною Ганною, княжною Мазовецькою, в 1396 році. Храм освятив перший віленський латинський єпископ Андрій Васила.
У 1445 р. великий князь литовський Казимир IV Ягеллончик передав у власність францисканського ордена село Охово, фільварки Ститичів і Дружіловичі, трактир в Пінську при вул. Спаській. Король Олександр Ягеллончик постановив щорічно перед Різдвом давати з замку монастиря чотири камені воску і два бочки меду, а Сигізмунд II Август уточнив, що бочки повинні містити по 12 відер.
Костел неодноразово горів у XVI-XVII ст, і відбудовувався з дерева: в середині XVI ст., потім — 1621 році. Відбудований храм консекровано з дозволу луцького єпископа, до чиєї єпархії належав храм, віленський латинський єпископ Остафій Богданович Волович. Храм був повністю спалений 9 листопада 1648 під час штурму міста протестантами Мирського, а до цього розграбований козаками і міщанами. Згідно з відомостями пізніх інвентарних книг, натовп увірвався в храм, знищив вівтарі, порубав ікони, побив органи, келихи і забрав все найцінніше з ризниці. Відновлений у 1651 р.
У 1675 р. костел був ще дерев'яним і мав ґонтовий дах, з двома хрестами на фасаді і третім на бабинцях, під ним — ікону Богоматері на позолоченої міді. Така ж ікона (але в срібній позолоченій ризі) знаходилася в головному вівтарі — дерев'яному поліхромному, як і 5 бічних: Св. Франциска, Св. Антонія, Діви Марії, Благовіщення і Св. Анни. Дві ікони в каплиці Богоматері вважалися чудодійними. Кам'яною була тільки ризниця з трьома вікнами і підвалом для братії і благодійників, яка, ймовірно, залишилася від старого мурованого костелу. Принаймні в низці історичних джерел стверджується, що перший кам'яний костел тут був зведений за фундації короля Сигізмунда I Старого і його дружини — королеви Бони.
Решта споруди в той час були дерев'яними.

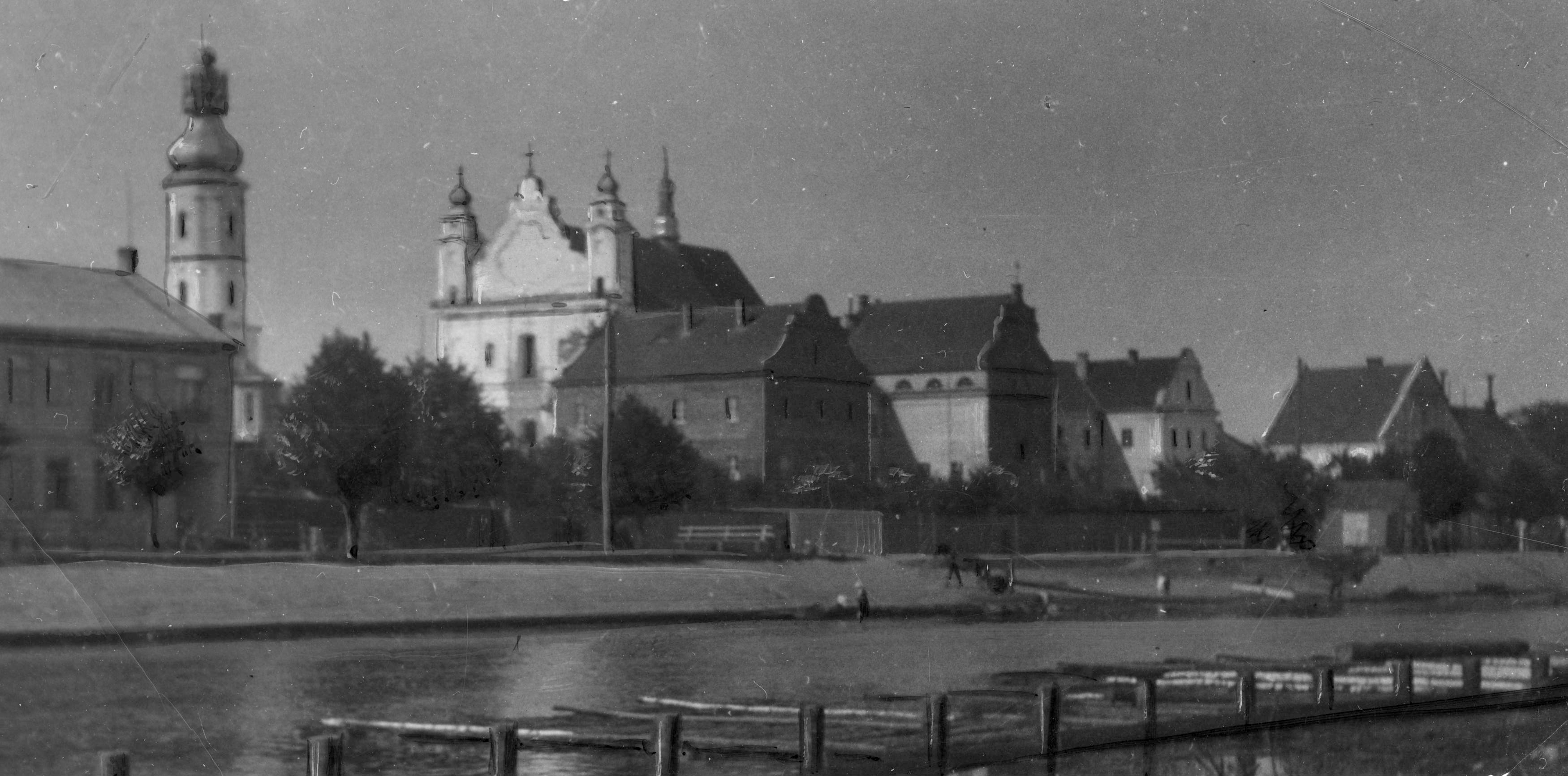
Монастир на поч. XX ст.

Під час Північної війни, у 1705 році монастир знову спалили шведи. Після їх відходу від Пінська, близько 1706 року почалося зведення мурованого костелу, автором його, як вважає мистецтвознавець Олександр Ярошевич, був, можливо, доктор теології Антоній Олехнович. Уже в 1712 р відбулася його бенедиктація — початкове освячення, яке дозволяло відправляти в храмі месу. Консекрація костелу на честь Внебовзяття Пресвятої Діви Марії відбулася 7 травня 1730, провів її єпископ луцький та брестський Стефан Рупневський. Оформлення фасаду костелу завершено в 1766—1769 рр., одночасно з цим завершено 2-поверховий Е-подібний монастирський корпус.
У 1817 році перед костелом поставлена триярусна кам'яна дзвіниця (арх. К. Каменський), четвертий ярус якої добудований на початку XX ст. Монастир закритий в 1852, храм переведений в статус парафіяльного.
Монастир перебудований у 1920-у році (архітектор Г. Гай), костел в 1925-40 рр. був кафедральний. У 1940—1992 був закритий радянською владою. 13 квітня 1991 року в сан архієпископа і апостольського адміністратора Пінської єпархії зведений Казимір Свйонтек.

## Архітектура

### Костел

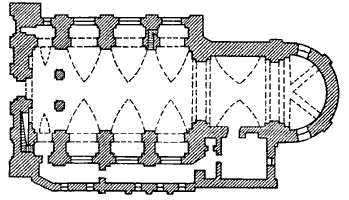
План костелу

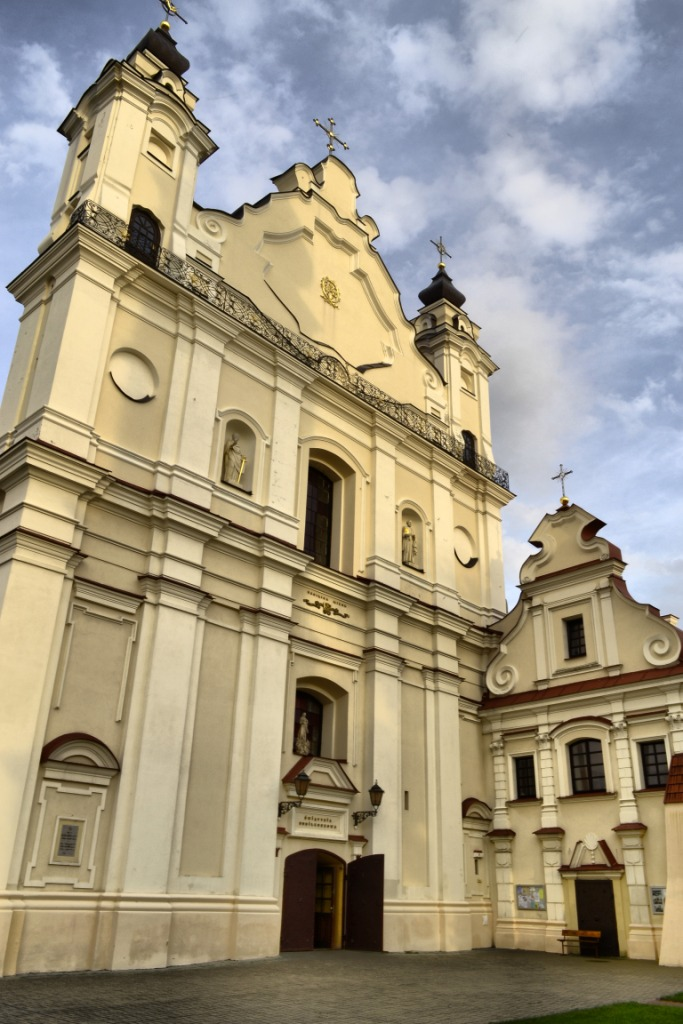
Головний фасад костелу і торець монастирського корпусу з бароковим фронтоном

Костел являє собою тринавну базиліку з надзвичайно вузькими бічними навами, розділеними суцільними перегородками на окремі неглибокі каплиці, що відрізняє організацію внутрішнього простору храму від подібних барокових будівель Білорусі, яким властивий відкритий і взаємопов'язаний простір бічних нав. Аналогічний прийом можна спостерігати в культовій архітектурі Польської Сілезії, наприклад, в колишньому єзуїтському костелі Святого Іоанна Хрестителя у Легниці, побудованому в 1724—1720 рр. Подібні вузькі бічні нави є також в Пінську єзуїтському і брестському Бернардинському храмах, тому можна вважати це властивістю кам'яного культового зодчества Західного Полісся.
Нава і трохи вужча за неї напівкругла апсида з пресбітерієм накриті крутим черепичним дахом, завершеним в місці з'єднання об'ємів гранованою сиґнатуркою.
Каплиці під односхилими черепичними дахами. Головний фасад розчленований на три яруси і завершений складним фронтоном
з двома вежами по боках. Фасад декорований пілястрами, розкрепованими карнизами, нішами і пасками. Бічні фасади розкреповані лопатками. Стіни каплиць прорізані напівциркульними вікнами нави і вівтарної апсиди — прямокутними вікнами з лучковими завершеннями. Нава і пресбітерий перекриті циліндричними склепіннями на розпалубки.

#### Інтер'єр

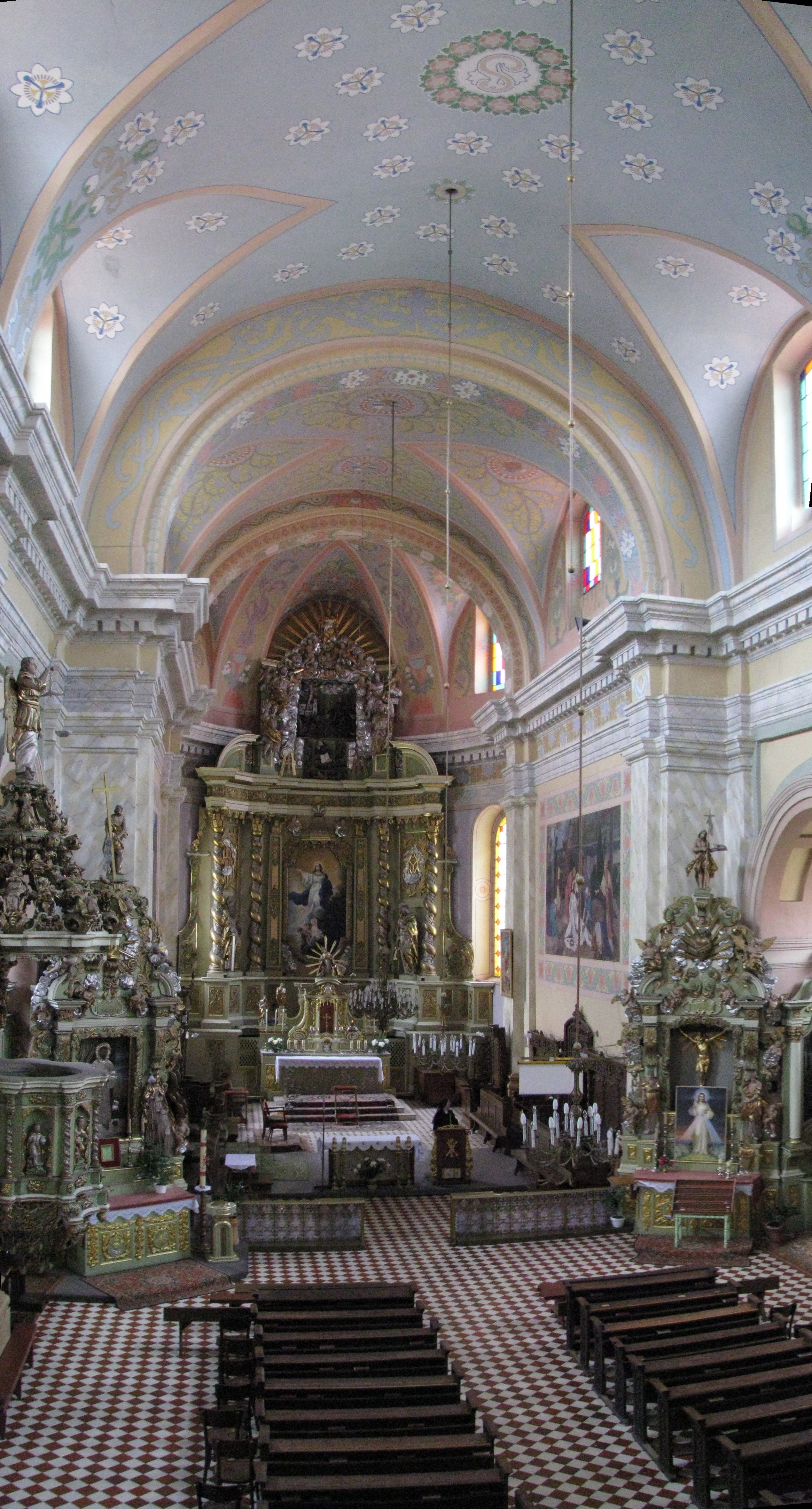
Інтер'єр костелу

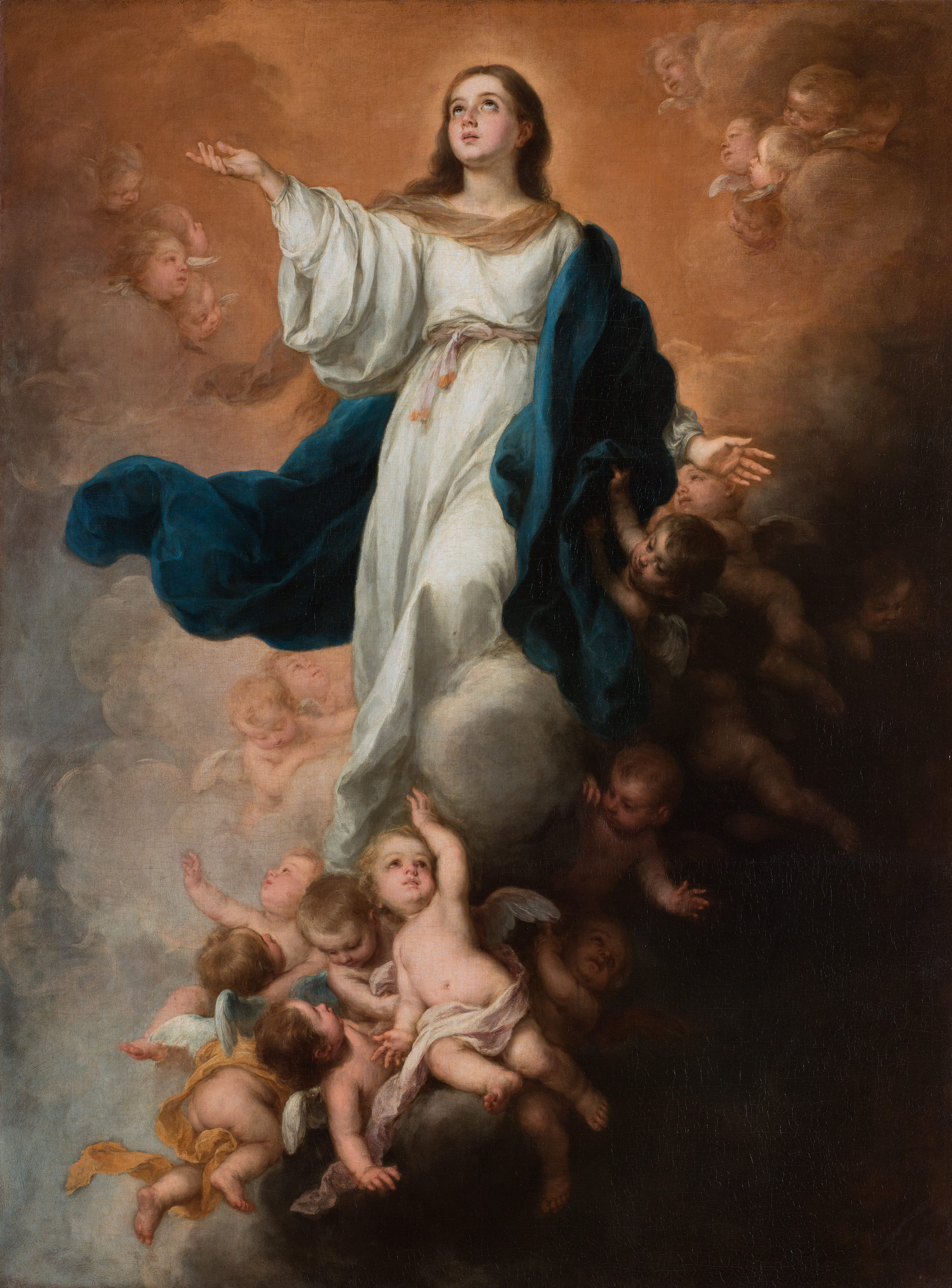
Внебовзяття Марії. Б.-Е. Мурільйо, біля 1680.

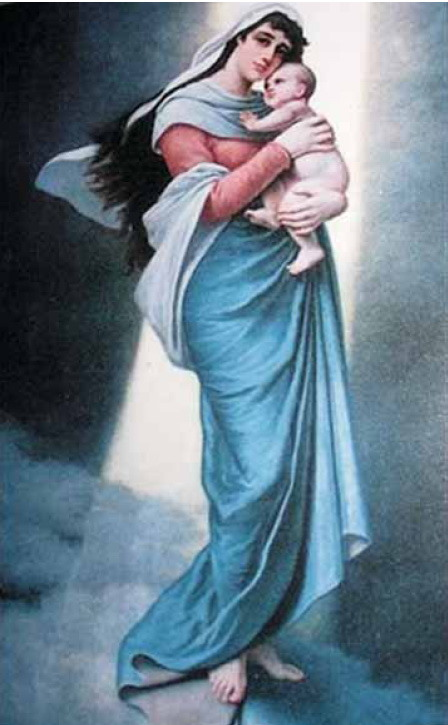
Пінська Мадонна. Альфред Ромер, 1894

##### Головний вівтар
Найбільш багато оформлений головний вівтар, який являє собою тривісний портик, піднятий на високий цоколь, бічні крила повернуті під кутом до центральної частини. У центрі першого ярусу, розділеного по вертикалі на три поля чотирма спіральними колонами, велика (4 × 2 м) мальовнича картина «Небовзяття Марії» (копія роботи Бартоломе Естебана Мурильйо). У різьбленій рамі з шоломоподібним балдахіном, по боках — скульптури апостолів Петра і Павла в образі старців із сильними жилавими руками. Їх одяг має глибоко рельєфні складки, покриті позолотою і срібленням. Вівтар завершено антаблементом з розірваним фронтоном і картушем, на якому розташована горельєфна композиція «Стигмація Святого Франциска», виконана, як вважається, між 1766 і 1817 роками. По боках — постаменти з сидячими скульптурами того ж автора.

##### Бокові вівтарі
В інтер'єрі шість (бічних) дерев'яних різьблених і один (головний) позолочені вівтарі XVIII ст. Урочистий образ головного вівтаря підкреслюють різьблені бічні вівтарі, з яких особливо виділяється вівтар Богоматері Розарію. В їх композиції включені дерев'яні скульптури і декоративне орнаментальне різьблення в стилі бароко, авторство якої, на думку польського дослідника К. Кантака, належить майстру-різьбяреві Яну Шмідту, відомого неповторним головним вівтарем в гродненському костелі.

##### Табернакулум
Виділяється незвичних розмірів табернакулум, центр якого увінчаний скульптурною групою «Богоматір Опіка». Коронована Марія обволікає своїм плащем чотирьох адорантів: двоє сидять навпочіпки в папській тіарі і королівській короні, на другому плані чоловік і жінка схилили голови. У двох скульптурах втілені апостоли, дві жіночі фігури мають алегоричний сенс: символізують мудрість і бідність.

##### Амвон
Прекрасним зразком різьби по дереву є амвон з рельєфними зображеннями чотирьох євангелістів, Христа і апостолів Петра і Павла, на його гранях. Балдахін амвона оброблений ажурною різьбою рослинних мотивів, завершено статуєю Архангела Михаїла з мечем і терезами в руках. Декоративне різьблення і скульптура поліхромні з позолотою і срібленням.

##### Інше
З 1837 р. в храмі францисканців є орган (майстер Ф. Гродецький). У 1909 р склепіння й арки розфарбовані орнаментальними мотивами (художник С. Рудинський), пресбітерій оброблений фресками «Зняття з хреста» і «Поклоніння волхвів» (художник Б. Вишневський). У створенні мальовничих картин бічних вівтарів на початку ХХ ст. брав участь художник А. Ромер, пензлю якого належить т. зв. «Пінська мадонна».

### Орган
Орган пінського собору побудований майстром А. Гродницький з Вільна в 1837 році. Орган має 1049 голосів, 36 діючих регістрів, два мануали, 1 1/2 октави, 1498 труб. Серед діючих органів Білорусі орган Пінського собору — найдавніший.

### Монастир

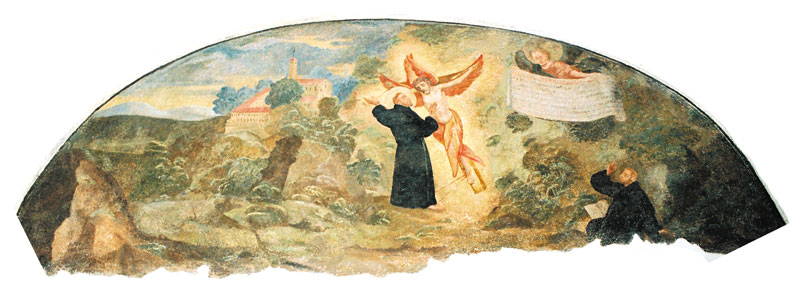
Привид розп'ятого Серафима. Розпис XVIII ст.

Чотири 2-поверхові взаємно перпендикулярні дво- і триповерхові корпуси монастиря разом з костелом утворюють кілька двориків. Будівлі мають площинні фасади, ритм яких створюється прямокутними віконними прорізами. Торці монастирських будівель завершені бароковими фронтонами складного профілю. Планування коридорне, перекриття склепінні. Коридори були прикрашені сюжетними розписами.

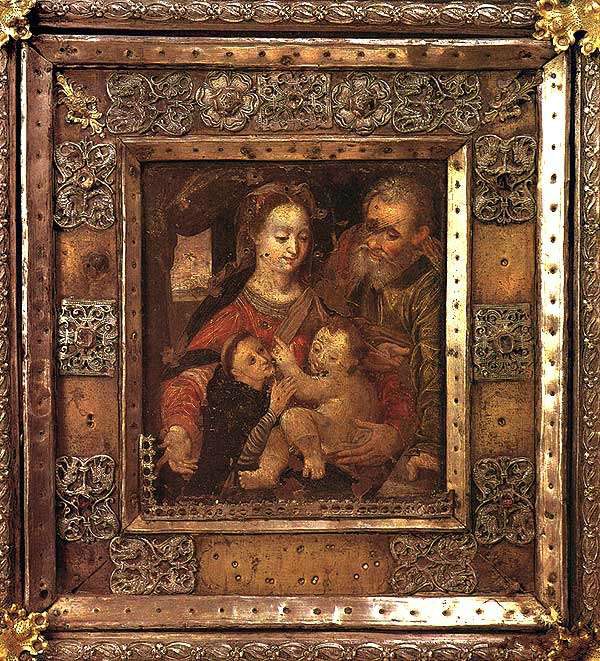
Ікона «Святе сімейство з Франциском». XVI ст.

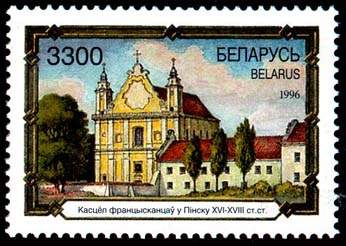
Костел на білоруській марці (1996)

## Ппосилання
- Кафедральны касцёл Унебаўзяцця Найсвяцейшай Дзевы Марыі і кляштар францысканцаў, Пінск [Архівовано 4 червня 2016 у Wayback Machine.] на сайті Catholic.by (біл.)
- Кафедральны касцёл Унебаўзяцця Найсвяцейшай Дзевы Марыі і кляштар францысканцаў, Пінск [Архівовано 22 квітня 2016 у Wayback Machine.] на сайті Глобус Беларусі (рос.)
- Кафедральны касцёл Унебаўзяцця Найсвяцейшай Дзевы Марыі і кляштар францысканцаў, Пінск [Архівовано 3 червня 2016 у Wayback Machine.] на сайті Radzima.org